# Sablonnières
Sablonnières je francouzská obec v departementu Seine-et-Marne v regionu Île-de-France. V roce 2013 zde žilo 703 obyvatel.

## Poloha
Sousední obce jsou: Bassevelle, Bellot, Boitron, Hondevilliers, Saint-Léger, La Trétoire a Villeneuve-sur-Bellot.

## Vývoj počtu obyvatel
Počet obyvatel